# Liebesspiele
Liebesspiele ist eine 1959 entstandene, französische Filmkomödie des Regie-Debütanten Philippe de Broca. Unter seiner Regie spielen die damaligen Nachwuchsdarsteller Jean-Pierre Cassel und Geneviève Cluny, für die dieser Film der Durchbruch bedeutete, die Hauptrollen.

## Handlung
Paris, im Herbst 1959. Die hübsche, blonde Suzanne ist Inhaberin eines Antiquitätengeschäfts. Victor, ein sympathischer, charmanter Sonnyboy, ist ihr Freund, jedoch ein äußerst ehephober Zeitgenosse. Da Suzannes Lebenstraum aber „geordnete Verhältnisse“, also eine Heirat und darüber hinaus auch noch eigene Kinder sind, versucht sie Victor dahingehend zu bewegen, ihr endlich einen Antrag zu machen. Aber Victor kann darüber nur lachen. Er ist wie ein Blatt im Wind, liebt es, sich nicht festzulegen und hat nur eine Angst: seine Freiheit zu verlieren. Warum sollte er auch etwas ändern wollen? Immerhin funktioniert doch seine Beziehung mit der hübschen Blondine seit zwei Jahren reibungslos. 
Doch Suzanne kann Victors Einstellung nicht länger akzeptieren, und sie hat auch eine Alternative in petto. Denn es gibt da ja noch beider Hausfreund François. Der hat Suzannes Hoffnungen und Wünsche mitbekommen und ist nur allzu gern bereits, für Victor einzuspringen, wenn dieser nicht vor den Traualtar treten möchte. Suzanne weiß die „Karte François“ geschickt auszuspielen, und so zeigt sich schließlich Victor, der plötzlich es mit der Angst zu tun bekommt, seine Suzanne zu verlieren, doch noch bereit, ihrem Wunsch zu entsprechen und sie zu heiraten.

## Produktionsnotizen
Liebesspiele wurde vom 31. August bis zum 9. Oktober 1959 gedreht und feierte seine Uraufführung am 1. Juni 1960. In Deutschland lief der Film am 16. September 1960 an. 
Jacques Saulnier und Bernard Evein schufen die Filmbauten, für den Ton sorgte Jean Labussière. Pierre Lhomme diente Chefkameramann Jean Penzer als einfacher Kameramann. 

## Kritiken
Die Kritiken – national wie international – waren durchgehend wohlwollend. Nachfolgend vier Beispiele:

„Der Film gilt als erste Komödie der ‚nouvelle vague‘. Tatsächlich steht er thematisch ganz in der Tradition des französischen Filmlustspiels. Clair hätte ihn dreißig Jahre früher … inszenieren können. Neu allerdings ist die Art der Gestaltung, die von Improvisationen lebt und auf unbekannte Darsteller vertraut. So gelang ein sehr unmittelbarer, sympathischer Film, der in spielerischer Form das Lebensgefühl der Jugend reflektierte.“

Im Lexikon des internationalen Films heißt es: „Die späte Umwandlung einer Liebe ohne Trauschein in eine Ehe. Heiterer ‚Nouvelle Vague‘-Ableger der ersten Stunde, reich an Charme und formalem Reiz.“

„Les jeux de l’amour (1959) belegte De Brocas besonders Talent für die spritzige, fast balletthafte Komödie und brachte die quicklebendige Persönlichkeit seines Hauptdarstellers Jean-Pierre Cassel auf das beste zur Geltung.“

Das große Personenlexikon des Films nannte Liebesspiele einen „amourös-amüsanten Filmjux“.

## Auszeichnungen
Der Film war auf der Berlinale 1960 für den Goldenen Bären nominiert und erhielt den Silbernen Bären.